# اندی گراهام
اندی گراهام (انگلیسی: Andy Graham؛ زادهٔ ۲۲ سپتامبر ۱۹۸۳) بازیکن فوتبال اهل بریتانیا است.
از باشگاه‌هایی که در آن بازی کرده‌است می‌توان به باشگاه فوتبال همیلتون آکادمیکال، باشگاه فوتبال ایر یونایتد، و باشگاه فوتبال دومبارتون اشاره کرد.